# Алтајски језик
Алтајски језик или горњоалтајски језик или горњоалтајски језици је туркијски језик или група језика. Пре 1948. био је познат под именом ојротски.
Иако је алтајски традиционално сматран једним језиком, јужноалтајски није узајамно разумљив са северноалтајским наречјима. Књижевни алтајски језик је заснован на јужноалтајском и према „Етнологу” северноалтајска деца не прихватају образовање на њему. За северноалтајско кумандинско наречје је 2006. године створено ћирилично писмо, да би било омогућено образовање на том наречју у Алтајском крају.

## Распрострањеност
Алтајски језик је у употреби у Републици Алтај (јужни Алтај) и у Алтајском крају (северни Алтај).

### Званични статус
Поред руског језика, алтајски је други службени језик Републике Алтај. Књижевни језик је заснован на једном од јужних наречја Алтај Кижи.

## Класификација
Тачан положај алтајског унутар породице туркијских језика није дефинитивно утврђен. Због географске близине шорском и хакаском језику, према неким класификацијама је сврстан у подгрупу северних (североисточних) туркијских језика.
Због одређених сличности киргиском сврставан је и у подгрупу кипчачких (северозападних туркијских) језика. Према новијој класификацији Талата Текина јужноалтајски језик је сврстан у посебну подгрупу у оквиру туркијских језика, док су северноалтајска наречја сврстана у исту подгрупу у којој су сврстани и доње наречје чулимског и кондома наречје шорског.
Алтајски језик или језици:
- Северноалтајски језик или група наречја (дијалеката)
  - Кумандинско наречје
  - Челканско наречје
  - Тубаларско наречје (или тубанско наречје)
- Јужноалтајски језик или група наречја (дијалеката)
  - Алтај-кижи наречје — основа књижевног језика
  - Телеутско наречје
  - Теленгитско наречје